# Thorsten Franz
Thorsten Franz (* 19. März 1967 in Salmünster) ist ein deutscher Rechtswissenschaftler, Professor an der Hochschule Harz und außerplanmäßiger Professor an der Martin-Luther-Universität Halle-Wittenberg.

## Wissenschaftlicher Werdegang
Seit dem Wintersemester 1986/1987 studierte Franz Rechtswissenschaften an den Universitäten Marburg, Mainz und Frankfurt am Main. Das Erste juristische Staatsexamen legte er 1991 in Frankfurt am Main ab. 1994 absolvierte er das Zweite juristische Staatsexamen in Kassel. Nach einer zweijährigen Tätigkeit als Rechtsanwalt in Halle/Saale war Franz von 1996 bis 1999 Wissenschaftlicher Mitarbeiter an der Martin-Luther-Universität Halle-Wittenberg bei Monika Böhm. Hier promovierte er 1999 zum Dr. iur. mit einer Dissertation zum Thema „Das Verhältnis von Freirauminanspruchnahme und Innenentwicklung“ (Auszeichnung mit der Luther-Medaille, DFG-Publikationsförderung). Anschließend war er Wissenschaftlicher Assistent am Lehrstuhl von Winfried Kluth. Im Jahre 2003 habilitierte sich Franz mit einer Schrift zum Thema „Gewinnerzielung durch kommunale Daseinsvorsorge“ (DFG-Publikationsförderung). Franz wurde die Lehrbefugnis für „Öffentliches Recht, insbesondere Öffentliches Finanzrecht und Umweltrecht, Europarecht“ erteilt. 
In den nachfolgenden Jahren nahm Franz zahlreiche Lehraufträge an verschiedenen Hochschulen im In- und Ausland wahr. Von 2006 bis 2008 war Franz wissenschaftlicher Mitarbeiter an der Otto-von-Guericke Universität Magdeburg. Im Sommersemester 2007 war Franz Vertretungsprofessor an der Universität Kassel (Lehrstuhl für Umwelt- und Technikrecht) und ab dem Wintersemester 2008/2009 Vertretungsprofessor an der Hochschule Harz (Fachbereich Verwaltungswissenschaften, Professur für Europarecht und europäisches Verwaltungsmanagement). Im Jahr 2010 erhielt er eine außerplanmäßige Professur der Universität Halle-Wittenberg. Seit dem Sommersemester 2012 ist er Professor für Bau-, Planungs- und Umweltrecht am Fachbereich Verwaltungswissenschaften der Hochschule Harz in Halberstadt.

## Publikationen
- Einführung in die Verwaltungswissenschaften. Grundwissen für Studierende verwaltungswissenschaftlicher Studiengänge. Lehrbuch, Springer Verlag/Verlag für Sozialwissenschaften, 2013, ISBN 978-3-531-19493-6.
- Forstrecht. Lehrbuch und Vorschriftensammlung. 2. Auflage. Verlag Kessel, Remagen-Oberwinter 2011, ISBN 978-3-941-300-35-4. (Rezensionen: Nies, AgrarUR 2011, Heft 11)
- Forstverwaltungssysteme. Entwicklungslinien, Aufgaben- und Organisationssystematik sowie Grundfragen einer Wirkungsforschung. Verlag Kessel, Remagen-Oberwinter 2010, ISBN 978-3-941300-34-7. (Rezensionen: Bendix, Forst und Holz 2010, S. 47; Orf, AUR 2011 Heft 2 und Forstarchiv 2011, Heft 1; Bauer, Forstinfo 5/2011)
- Freiraumschutz und Innenentwicklung. Das Verhältnis von Freirauminanspruchnahme und Innenentwicklung vor der Forderung nach ökologischem Bauen. Verlag Duncker & Humblot, Berlin 2000, ISBN 3-428-09863-3. (Schriften zum Umweltrecht 104)
- Gewinnerzielung durch kommunale Daseinsvorsorge. Zugleich eine Untersuchung zu den Zwecken und Formen der kommunalen wirtschaftlichen Betätigung. Verlag Mohr-Siebeck, Tübingen 2005, ISBN 3-16-148582-3. (Ius Publicum 123)
- Jagdrecht Sachsen-Anhalt. Darstellung des jagdscheinrelevanten Rechtswissens, Prüfungsfragen, Schaubilder und Vorschriftensammlung. Tectum-Verlag, Marburg 2005, ISBN 3-8288-8870-4.
- Beitrags- und Haushaltsrecht. In: Winfried Kluth (Hrsg.): Handbuch des Kammerrechts. Nomos-Verlag, Baden-Baden 2005, ISBN 3-8329-0449-2.
- Kommunalrecht. In: Winfried Kluth (Hrsg.): Staats- und Verwaltungsrecht für Sachsen-Anhalt. Nomos-Verlag, Baden-Baden 2005, ISBN 3-8329-0652-5, S. 173–262.
- Der Abstand von Wald und Bebauung. In: AgrarR. 5/2002, S. 133–144.
- Die Staatsaufsicht über die Kommunen. In: JuS. 11/2004, S. 937–942.
- Zur Unzulässigkeit der Bejagung von Rabenkrähe und Elster. In: HSGZ. 9/1998, S. 310–314.
- Kurzanmerkung bzgl. Schnaken im Naturschutzrecht. In: NVwZ. 8/1996, S. 770–771.